# Дар'а (Ес-Сувейда)
Дар'а (англ. Dara, араб. الدارة) — поселення в Сирії, що складає невеличку друзьку общину в нохії Ес-Сувейда, яка входить до складу однойменної мінтаки Ес-Сувейда в південній сирійській мухафазі Ес-Сувейда.